# Pollenräkning
Pollenräkning (pollenregistrering) innebär att man mäter mängden av olika pollenkorn i luften. 
Vid pollenregistrering använder man en så kallad pollenfälla som har ett munstycke med en öppning av samma storlek som en näsborre. Genom öppningen sugs det in 10 liter luft per minut in mot ett objektglas eller en tejp. Tejpen sitter på en trumma som roterar så att nya ytor kontinuerligt exponeras för luftströmmen. En gång per dygn tar man ut ett stycke av tejpen motsvarande 24 timmar. I mikroskop analyserar man ett antal tvärband på tejpen. Resultatet för varje pollengrupp anges i regel som dygnsmedelvärde per kubikmeter luft. Pollenräkning har betydelse för pollenallergiker.